# Туркменский государственный педагогический институт имени Сейитназара Сейди
Туркменский государственный педагогический институт имени Сеидназара Сейди — высшее учебное заведение в Туркменабаде, единственный туркменский ВУЗ в области педагогики. Ректор — Гурбангельды Аллаярович Мухаммедов.
Миссия Туркменского государственного педагогического института состоит в качественной профессиональной подготовке дипломированных специалистов в области педагогических наук.

## История
Открыт в 1935 году в качестве учительского института при Ашхабадском педагогическом институте.
С декабря 1942 по апрель 1943 года в здании института располагался эвакуированный МГУ .
В октябре 1948 года Ашхабадский учительский институт переведен в город Чарджоу (нын. Туркменабад).
Впоследствии был переименован в Чарджоуский государственный педагогический институт и далее — в Туркменский государственный педагогический институт с присвоением имени Владимира Ильича Ленина.
15 февраля 1993 года институту присвоено имя туркменского поэта Сеидназара Сейди.

## Факультеты
В университете есть следующие факультеты:
- Факультет естествознания и математики
- Факультет языков и литературы
- Историко-географический факультет

## Структура
В структуру ТГПИ входят 3 факультета:
- естествознания и математики;
- языков и литературы;
- историко-географический.

## Ректоры
| No | Имя                                 | Назначен     | Уволен     | Причина увольнения       |
| 1  | Пенджиев, Мурад                     | нет сведений | 04.02.1995 | переход на другую работу |
| 2  | Алимов, Джумагельды                 | 04.02.1995   | 06.06.1996 | переход на другую работу |
| 3  | Оразов, Ашир                        | 06.06.1996   | 15.12.1997 | переход на другую работу |
| 4  | Аширов, Тачмед                      | 15.12.1997   | 03.04.2001 | переход на другую работу |
| 5  | Одеков, Рахман                      | 03.04.2001   | 21.08.2001 | переход на другую работу |
| 6  | Язлыев, Чары                        | 27.08.2001   | 25.01.2006 |                          |
| 7  | Калаев, Реджепмурад                 | 25.01.2006   | 23.06.2008 | за недостатки в работе   |
| 8  | Мезилов, Курбанмурад                | 23.06.2008   | 12.06.2009 | переход на другую работу |
| 9  | Ханмурадов, Гуртнияз                | 03.07.2009   | 09.07.2010 | переход на другую работу |
| 10 | Бердыев, Байраммухаммед             | 09.07.2010   | 07.07.2014 | переход на другую работу |
| 11 | Оразмухаммедова, Гульшат            | 07.07.2014   | 08.04.2016 | переход на другую работу |
| 12 | Курбанов, Оразгельды Амандурдыевич  | 08.04.2016   | 03.07.2020 | переход на другую работу |
| 13 | Мухаммедов, Гурбангельды Аллаярович | 03.07.2020   |            | действующий ректор       |